# Diecéze Alleppey
Diecéze Alleppey je římskokatolická diecéze nacházející se v Indii.

## Území
Zahrnuje část území distriktu Alappuzha státu Kérala.
Biskupským sídlem je město Alappuzha, kde se nachází hlavní chrám, katedrála Panny Marie Karmelské.

## Historie
Diecéze byla zřízena 19. června 1952 bulou Ea Redemptoris papeže Pia XII. z části území diecéze Kóčin. 
Původně byla sufragánou arcidiecéze Goa e Damão. Dne 19. září 1953 přešla do církevní provincie Verapoly a 3. června 2004 do Trivandrum.

## Seznam biskupů
- Michael Arattukulam (1952–1984)
- Peter Michael Chenaparampil (1984–2001)
- Stephen Athipozhiyil (2001–2019)
- James Raphael Anaparambil (od 2019)